# Акорд
Акорд (от италиански: accordo – буквално – като една струна, „съзвучие“) е музикален термин, който обозначава едновременното звучене три или повече музикални тона, които са подредени или биха могли да бъдат подредени на интервала „терца“.
Една от определящите черти за акорда е неговият основен тон – тонът, върху който останалите части от акорда се подреждат на терца. Условно се нарича още първа степен на акорда, но това е по-скоро част от музикалния жаргон. Между основния тон от акорда и третия интервалът винаги е квинта.
Акордът се назовава по името на своя основен тон, като към това име се добавя съответно тонално определение. Например акорд, построен върху тона „до“ може да бъде „до минор“, ако тризвучието е минорно, или „до мажор“, ако изграденото тризвучие е мажорно.

## Хармония
Акордът е в основата на музикалната хармония, пряко е свързан с понятията тоналност и гама. Свързано понятие е „тризвучие“, което е равно по смисъл с простия или чист акорд. Акорд е съзвучие от най-малко три тона, които са или могат да бъдат подредени през музикални интервали през два тона – терца. В зависимост от броя на тоновете, които образуват, съществуват следните видове акорди: тризвучие, четиризвучие, петзвучие, шестзвучие и седемзвучие.

## Видове акорди според музикалната окраска

### Мажор
При мажорния акорд е характерно отстоянието голяма терца между основния тон и втория, среден тон. Съответно разликата между втория тон от акорда и третия е малка терца.

### Минор
Минорният акорд се строи на обратен принцип – между първия и втория тон има малка терца, а между втория и третия – квинтов – голяма терца.
- Двата горни примера са дадени за акорд, построен върху тона „до“.

## Обръщения на акордите
Освен върху основния си тон, акордът може да бъде базиран върху всеки един свой тон. Например акордът „до мажор“ може да има и обръщенията, показани на графиката. Във втория и третия случай тоновете не са подредени по терци, но биха могли да бъдат подредени в рамките на една октава.

## Основни акорди в рамките на тоналността
- Тонически акорд, или тризвучие – акордът, изграден върху основната степен (тоника) на дадена тоналност. Например за тоналността „ла минор“ това е едноименният акорд „ла минор“.

- Субдоминантен акорд – изграден върху субдоминантата – четвъртата степен от диатоничния лад. При „ла минор“ това е акордът „ре минор“.

- Доминантен акорд, изграден върху доминантата, петата степен на лада – в случая – ми мажор.

Уточнение: При мажорните ладове тоническото и субдоминантното тризвучие винаги са мажорни, при минорните – минорни. Доминантното тризвучие винаги е мажорно.

## Сложни акорди
Освен чистите акорди и техните обръщения, съществуват и сложни акорди, при които е добавена допълнителна степен. Например при добавянето на седмата степен – септима, спрямо основната, се получава септакорд. При добавянето на седма и единадесета (нона) – нонакорд и така нататък на графиката се виждат някои примери.

## Буквени означения
Имената на акордите съответстват на тези на тоналностите – например „Ми мажор“ – „Е dur“, „До диез минор“ – „Cis moll“ и т.н. по-особени са означенията при китарените табулатури и при записването на хармонията върху текст на определена песен, където се използва именно буквеното означение на нотите. За разлика от конкретния нотопис, тук се посочва основната идея на акорда, без да се обозначава неговото конкретно обръщение. Основни означения са следните (за акорда „ла минор“, при другите е аналогично):

А – мажорен акорд върху тона „ла“

Am – минорен акорд

А7 – мажорен септакорд

Am7 – минорен септакорд
А6 – мажорен секстакорд
Am6 – минорен секстакорд

- Често се добавят знаците „+“ и „-“, които обозначават промяна в допълнителната степен на сложния акорд. Например: А7- – означава мажорен септакорд върху тона „ла“, при който септимата, седмата степен, е понижена с половин тон. Am6+ – минорен секстакорд върху тона „ла“, при който секстата, шестата степен, е повишена с половин тон.

Особено значение има т. нар. „умален“ акорд, при който тоновете от тризвучието са подредени на малки терци и където квинтата между основния и третия тон не е чиста, а умалена. Обозначава се по два начина: А0 или A dim
Акордите са условни при инструменталната обработка или оркестрацията на едно произведение. Тогава те не е задължително да звучат на терци, използват се форми, при които акордът може да добие и следния вид. (Примерът е за ре минор – Dm).